# Avinissery
Avinissery è una suddivisione dell'India, classificata come census town, di 11.462 abitanti, situata nel distretto di Thrissur, nello stato federato del Kerala. In base al numero di abitanti la città rientra nella classe IV (da 10.000 a 19.999 persone).

## Geografia fisica
La città è situata a 10° 28' 53 N e 76° 11' 51 E.

## Società

### Evoluzione demografica
Al censimento del 2001 la popolazione di Avinissery assommava a 11.462 persone, delle quali 5.677 maschi e 5.785 femmine. I bambini di età inferiore o uguale ai sei anni assommavano a 1.327, dei quali 651 maschi e 676 femmine. Infine, coloro che erano in grado di saper almeno leggere e scrivere erano 9.565, dei quali 4.892 maschi e 4.673 femmine.